# Октябрьский (Беловский район)
Октя́брьский — посёлок в Беловском районе Кемеровской области. Входит в состав Бековского сельского поселения.

## География
Центральная часть населённого пункта расположена на высоте 192 метров над уровнем моря.

## История
В 1968 посёлок входил в состав Зареченского сельсовета Беловского района.
| Год учёта | Статистические сведения | Статистические сведения | Статистические сведения                                   |
| Год учёта | Население               | Домохозяйства           | Объекты социально-экономического и культурного назначения |
| --------- | ----------------------- | ----------------------- | --------------------------------------------------------- |
| 1968      | 158                     | 47                      | Бригада колхоза                                           |

## Население
По данным Всероссийской переписи населения 2010 года, в посёлке Октябрьский проживает 74 человека (37 мужчин, 37 женщин).